# 現代仁侠伝
『現代仁侠伝』（げんだいにんきょうでん）は1997年11月8日に公開された日本映画。主演：奥田瑛二、監督：降旗康男。製作:東映京都撮影所、配給:東映。

## キャスト
- 古場克己：奥田瑛二
- 神代綾子：高橋恵子
- 浅川洋：西城秀樹
- 広上貴美子：とよた真帆
- 木島剛：石橋蓮司
- 広上正次：宅麻伸
- 神代信人：岡田義徳
- 宗方増造：長門裕之
- 平沢丈吉：寺田農
- 花村秀勝：渡辺哲
- 沙也加：黒沢あすか
- 麗華：宮川明子
- 朱美：及川麻衣
- 佐々木：島田紳助
- 政夫：片岡鶴太郎
- 高桑：津嘉山正種
- 加東：六平直政
- 山下：下元史朗
- 徹：曽根樹
- 島崎：大前均
- 越川：岩尾正隆
- 美香：小島ゆか
- かおる：太宰由美子
- さゆり：神野毬絵
- 関西会の幹部：達川光男
- ボクサー：ビニー・マーチン、大東旭

## スタッフ
- 監督：降旗康男
- 脚本：塙五郎
- 原案：千寿操
- 企画：日下部五朗
- 撮影：水巻祐介
- 音楽：佐藤勝

## 製作
1994年5月14日公開の『首領を殺った男』の興行不振を持って、東映ヤクザ映画は時世に合わないと基本的に製作中止を表明したが、ヤクザ映画以外もその後不振続きの一方で、レンタルビデオ店でいぜんアウトローものに強いニーズがあり、ビデオ、テレビの2次、3次使用を含めればヤクザ映画は、いぜん利益を生む確率が高く、当面ギャンブルしている余裕もないため、「原点に戻ろう」と、本作からヤクザ映画を復活させた。「レンタルビデオではこの分野が若い世代の関心を集めている」と分析し、三年ぶりの「にんきょう」を強調し、新しい観客層に向けた新任侠映画が試行された。

## キャスティング
島田紳助、片岡鶴太郎ともゲスト出演のような形では出たくないという申し出があり、もともと脚本にあった重要な役をキャスティングした。

## 興行
当初は1997年6月公開を予定していた。ところが1997年5月10日から東映で配給した『失楽園』が、4～5年ないぐらいの思いがけないメガヒットで、5週間興行の予定を9週間のロングラン上映に切り換えたため、『現代仁侠伝』は11月まで公開がずれ込んだ。

## 評価
- 田中千世子は「男が美しい。久しぶりにそう思った。顔のキレイな男の子たちはたくさんいるが、男としてまるごと美しい男は近ごろ滅多にいない。やくざ映画の男たちは伝統的に肌をよくみせるが、男色美学が絡んでいるからと思うが、これは中世に栄え、室町将軍も愛した日本の伝統文化だ。奥田瑛二の色気は男色美学の系譜を誇らしげに引き継ぐものといえる」などと評している[10]。

- 読売新聞は「作品の完成度は低くない。厚みを感じさせる映像と構成、手堅い演出。看板路線の復活だけに、実績のある最高のスタッフで東映らしい映画を作ったと思う。だがそれは新たな挑戦とは言えず、新味に欠けたものになった。豪華な食材で代わり映えしない料理を出したようなものだ。かつての栄光を支えた人たちは、伝統に頼るだけで客は戻る、と本気で信じているらしい。これでは新しい客は獲得できない」などと評した[3]。

- 山根貞男は「客が数人しかいず、中身がそれにふさわしい。これも『北京原人 Who are you?』と同様、企画の段階でボツにすべきシロモノであろう。全編、何もかも唖然とするほど容易で、二十数年前、同じ撮影所から"仁義なき戦いシリーズ"が生み出されたことなど、まるで空洞化してしまっている」などとこき下ろした[1]。

- 大高宏雄は「堂々と邦画番線に出てきた『現代仁侠伝』は、そのアナクロ企画がアナクロに徹し切れず、ただ単に物語の交通整理を小器用に行っただけの情けないヤクザ映画である。この作品は企画に上がり、製作が決まった時点でヒットの可能性が断たれている。どのように見たって観客不在のアナクロ企画であり、それならいっそ凶々しい殺気が匂い立つ過激なバイオレンスものに徹してしまえばよかったのだ。そのアナクロ性を補うのがビデオ市場なのだろうが、そこでも重要になってくるのが俳優たちの力量であろう。しかし『恋極道』での痛々しい躍動感が今も生々しい主演の奥田瑛二は、カタギとヤクザの二律背反性を演技の切実さとして提示できず、ヒロインのとよた真帆はその清楚さが愛する男と兄の狭間で何ら動揺も見せていかない。唯一、敵役の石橋蓮司が問答無用の凄味を発散させて映画に凶々しさを付与するが、全体を律するまではとてもいかない」などと論じている[9]。

## 同時上映
- 鉄と鉛
  - 主演：渡瀬恒彦、脚本・監督：きうちかずひろ